# Championnat de Russie de football 2000
Navigation
Saison précédente Saison suivante
La saison 2000 de Vyschi Divizion est la neuvième édition de la première division russe.
Lors de cette saison, le Spartak Moscou a conservé son titre de champion de Russie face aux quinze meilleurs clubs russes lors d'une série de matchs se déroulant sur toute l'année.
Chacun des seize clubs participant au championnat a été confronté à deux reprises aux quinze autres.
Cinq places étaient qualificatives pour les compétitions européennes, la sixième place étant celles du vainqueur de la Coupe de Russie 2000-2001.
Le Spartak Moscou a été sacré champion de Russie pour la huitième fois.

## Clubs participants
CSKA Moscou
Dynamo Moscou
Lokomotiv Moscou
Spartak Moscou
Torpedo Moscou
Légende des couleurs
- Phase de groupes de la Ligue des champions 2000-2001
- Troisième tour de qualification de la Ligue des champions 2000-2001
- Premier tour de la Coupe UEFA 2000-2001
- Deuxième tour de la Coupe Intertoto 2000
- Deuxième tour de la Coupe Intertoto 2000
- Promu de deuxième division

| Club                       | Présent depuis | Classement 1999 | Entraîneur               | Stade                  | Capacité théorique |
| -------------------------- | -------------- | --------------- | ------------------------ | ---------------------- | ------------------ |
| Spartak Moscou             | 1992           | 1               | Oleg Romantsev           | Stade Loujniki         | 84 745             |
| Lokomotiv Moscou           | 1992           | 2               | Iouri Siomine            | Stade Lokomotiv        | 28 800             |
| CSKA Moscou                | 1992           | 3               | Pavel Sadyrine           | Stade Loujniki         | 84 745             |
| Torpedo Moscou             | 1992           | 4               | Vitali Chevtchenko       | Stade Eduard Streltsov | 13 200             |
| Dynamo Moscou              | 1992           | 5               | Valeri Gazzaev           | Stade Dynamo           | 36 540             |
| Alania Vladikavkaz         | 1992           | 6               | Aleksandr Averianov      | Stade Spartak          | 32 600             |
| Rostselmach Rostov         | 1995           | 7               | Sergueï Andreïev         | Stade Rostselmach      | 15 840             |
| Zénith Saint-Pétersbourg   | 1996           | 8               | Iouri Morozov            | Stade Petrovski        | 22 000             |
| Ouralan Elista             | 1998           | 9               | Boris Bunjak (en)        | Stade Ouralan          | 10 300             |
| Saturn Ramenskoïe          | 1999           | 10              | Sergueï Pavlov           | Stade Saturn           | 14 685             |
| Lokomotiv Nijni Novgorod   | 1999           | 11              | Valeri Ovtchinnikov (en) | Stade Lokomotiv        | 17 765             |
| Krylia Sovetov Samara      | 1992           | 12              | Aleksandr Tarkhanov      | Stade Metallourg       | 33 220             |
| Rotor Volgograd            | 1992           | 13              | Yevhen Kucherevskyi (en) | Stade central          | 32 120             |
| Tchernomorets Novorossiisk | 1995           | 14              | Anatoli Baïdatchny       | Stade Troud            | 12 500             |
| Anji Makhatchkala          | 2000           | 1 (D2)          | Gadji Gadjiev            | Stade Dinamo           | 15 200             |
| Fakel Voronej              | 2000           | 2 (D2)          | Valeri Nenenko (en)      | Stade central          | 32 750             |

### Changements d'entraîneur
| Club                     | Entraîneur partant       | Date de départ | Entraîneur arrivant      | Date d'arrivée |
| ------------------------ | ------------------------ | -------------- | ------------------------ | -------------- |
| Chinnik Iaroslavl        | Anatoli Davydov          | avril 2000     | Iouri Morozov            | avril 2000     |
| Alania Vladikavkaz       | Vladimir Gutsaev         | mai 2000       | Aleksandr Averianov      | mai 2000       |
| CSKA Moscou              | Oleg Dolmatov            | mai 2000       | Pavel Sadyrine           | mai 2000       |
| Ouralan Elista           | Aleksandr Averianov      | mai 2000       | Vladimir Dergatch        | mai 2000       |
| Ouralan Elista           | Vladimir Dergatch        | mai 2000       | Aleksandr Irkhine (en)   | mai 2000       |
| Lokomotiv Nijni Novgorod | Valeri Ovtchinnikov (en) | juin 2000      | Nikolaï Kozine (intérim) | juin 2000      |
| Ouralan Elista           | Aleksandr Irkhine (en)   | juin 2000      | Boris Bunjak (en)        | juin 2000      |
| Rotor Volgograd          | Gueorgui Iartsev         | juin 2000      | Yevhen Kucherevskyi (en) | juin 2000      |
| Lokomotiv Nijni Novgorod | Nikolaï Kozine (intérim) | juillet 2000   | Valeri Ovtchinnikov (en) | juillet 2000   |

## Compétition

### Qualifications en coupes d'Europe
À l'issue de la saison, le champion s'est qualifié pour le phase de groupes de la Ligue des champions 2001-2002, le deuxième s'est quant à lui qualifié pour le troisième tour préliminaire de cette même Ligue des champions.
Le vainqueur de la Coupe de Russie 2000-2001 et le finaliste ayant tous deux terminés dans les cinq premiers du championnat, les quatre places en Coupe UEFA 2001-2002 sont revenues au troisième, au quatrième, au cinquième et au sixième du championnat. Ces places étaient toutes qualificatives pour le premier tour de la compétition.

### Classement
Le classement est établi sur le barème classique de points (victoire à 3 points, match nul à 1, défaite à 0).
Pour départager les équipes à égalité de points, on tient d'abord compte des confrontations directes, puis de la différence de buts générale et du nombre de buts marqués et enfin si la qualification ou la relégation est en jeu, les deux équipes jouent une rencontre d'appui sur terrain neutre.
| Rang | Équipe                     | Pts | J  | G  | N  | P  | Bp | Bc | Diff |
| ---- | -------------------------- | --- | -- | -- | -- | -- | -- | -- | ---- |
| 1    | Spartak Moscou T           | 70  | 30 | 23 | 1  | 6  | 69 | 30 | +39  |
| 2    | Lokomotiv Moscou C         | 62  | 30 | 18 | 8  | 4  | 50 | 20 | +30  |
| 3    | Torpedo Moscou             | 55  | 30 | 16 | 7  | 7  | 42 | 29 | +13  |
| 4    | Anji Makhatchkala P        | 52  | 30 | 15 | 7  | 8  | 44 | 31 | +13  |
| 5    | Dynamo Moscou              | 50  | 30 | 14 | 8  | 8  | 45 | 35 | +10  |
| 6    | Tchernomorets Novorossiisk | 49  | 30 | 13 | 10 | 7  | 47 | 28 | +19  |
| 7    | Zénith Saint-Pétersbourg   | 47  | 30 | 13 | 8  | 9  | 38 | 26 | +12  |
| 8    | CSKA Moscou                | 41  | 30 | 12 | 5  | 13 | 45 | 39 | +6   |
| 9    | Saturn Ramenskoïe          | 40  | 30 | 10 | 10 | 10 | 26 | 29 | -3   |
| 10   | Alania Vladikavkaz         | 38  | 30 | 10 | 8  | 12 | 34 | 36 | -2   |
| 11   | Rotor Volgograd            | 32  | 30 | 8  | 8  | 14 | 35 | 54 | -19  |
| 12   | Rostselmach Rostov         | 32  | 30 | 6  | 14 | 10 | 24 | 27 | -3   |
| 13   | Fakel Voronej P            | 30  | 30 | 6  | 12 | 12 | 25 | 45 | -20  |
| 14   | Krylia Sovetov Samara      | 29  | 30 | 8  | 5  | 17 | 25 | 45 | -20  |
| 15   | Lokomotiv Nijni Novgorod   | 18  | 30 | 3  | 9  | 18 | 16 | 47 | -31  |
| 16   | Ouralan Elista             | 12  | 30 | 2  | 6  | 22 | 17 | 61 | -44  |

| Légende : Qualifications et relégations | Légende : Qualifications et relégations                                               |
| --------------------------------------- | ------------------------------------------------------------------------------------- |
|                                         | Ligue des champions 2001-2002 (Phase de groupes)                                      |
|                                         | Ligue des champions 2001-2002 (3e tour préliminaire)                                  |
|                                         | Coupe UEFA 2001-2002 (1er tour)                                                       |
|                                         | Relégation en deuxième division                                                       |
|                                         | T : Tenant du titre 1999 P : Promu 1999 C : Vainqueur de la Coupe de Russie 2000-2001 |

### Matchs
| Résultats (▼dom., ►ext.)                                   | Ala | Anj | Che | CSK | DyM | Fak | Kry | LoM | LoN | Ros | Rot | Sat | SpM | ToM | Ura | Zén |
| Alania Vladikavkaz                                         |     | 2-3 | 1-0 | 2-1 | 0-1 | 1-1 | 4-3 | 0-0 | 1-1 | 2-0 | 2-0 | 2-2 | 1-2 | 2-1 | 1-1 | 1-0 |
| Anji Makhatchkala                                          | 2-0 |     | 2-1 | 4-1 | 2-2 | 4-0 | 1-0 | 1-0 | 4-0 | 1-0 | 1-1 | 2-0 | 0-2 | 0-0 | 2-1 | 3-2 |
| Tchernomorets Novorossiisk                                 | 1-1 | 3-0 |     | 3-0 | 4-0 | 3-1 | 3-0 | 0-3 | 2-0 | 1-2 | 3-0 | 1-1 | 1-4 | 1-0 | 3-1 | 1-1 |
| CSKA Moscou                                                | 0-1 | 4-0 | 0-3 |     | 2-2 | 5-1 | 2-0 | 4-3 | 5-0 | 1-1 | 1-1 | 0-0 | 2-1 | 0-2 | 0-2 | 4-1 |
| Dynamo Moscou                                              | 4-2 | 2-1 | 2-2 | 1-0 |     | 2-2 | 2-0 | 2-2 | 3-1 | 0-0 | 2-0 | 2-0 | 2-4 | 0-0 | 1-0 | 1-2 |
| Fakel Voronej                                              | 0-0 | 0-1 | 2-2 | 2-1 | 1-0 |     | 3-2 | 0-0 | 1-1 | 1-1 | 2-2 | 0-1 | 1-0 | 1-2 | 1-1 | 0-0 |
| Krylia Sovetov                                             | 1-0 | 1-1 | 0-0 | 2-0 | 0-2 | 1-1 |     | 0-2 | 2-1 | 0-3 | 0-1 | 3-2 | 1-2 | 3-2 | 1-0 | 0-1 |
| Lokomotiv Moscou                                           | 1-0 | 1-0 | 0-3 | 1-0 | 1-0 | 1-0 | 2-0 |     | 2-0 | 3-0 | 4-1 | 1-0 | 3-2 | 0-3 | 9-0 | 1-1 |
| Lokomotiv Nijni Novgorod                                   | 1-1 | 1-4 | 0-0 | 1-2 | 0-3 | 1-0 | 1-0 | 0-1 |     | 0-0 | 0-1 | 0-0 | 0-2 | 0-1 | 2-0 | 1-2 |
| Rostselmash Rostov                                         | 0-1 | 0-1 | 0-1 | 1-1 | 2-1 | 1-1 | 2-0 | 0-0 | 0-0 |     | 1-1 | 2-0 | 2-3 | 0-1 | 3-0 | 0-0 |
| Rotor Volgograd                                            | 2-1 | 2-2 | 1-1 | 0-1 | 2-4 | 2-0 | 1-1 | 0-4 | 2-2 | 3-0 |     | 3-0 | 1-6 | 0-1 | 3-1 | 2-0 |
| Saturn Ramenskoïe                                          | 2-0 | 0-0 | 0-0 | 2-1 | 1-0 | 0-1 | 0-0 | 1-1 | 1-0 | 2-2 | 2-0 |     | 2-0 | 0-1 | 3-0 | 1-0 |
| Spartak Moscou                                             | 3-1 | 1-0 | 3-1 | 1-0 | 3-1 | 3-1 | 1-2 | 0-0 | 3-1 | 1-0 | 5-2 | 3-0 |     | 4-2 | 2-0 | 1-2 |
| Torpedo Moscou                                             | 2-0 | 2-1 | 2-1 | 0-1 | 1-1 | 2-0 | 2-1 | 1-1 | 2-1 | 1-1 | 2-0 | 2-0 | 0-3 |     | 2-2 | 1-1 |
| Ouralan Elista                                             | 0-4 | 1-1 | 1-2 | 1-5 | 0-1 | 0-1 | 0-1 | 0-1 | 0-0 | 0-0 | 2-0 | 1-2 | 0-2 | 2-3 |     | 0-2 |
| Zénith Saint-Pétersbourg                                   | 1-0 | 1-0 | 0-0 | 0-1 | 0-1 | 5-0 | 3-0 | 1-2 | 2-0 | 0-0 | 3-1 | 1-1 | 1-2 | 2-1 | 3-0 |     |
| - Victoire à domicile - Match nul - Victoire à l'extérieur |     |     |     |     |     |     |     |     |     |     |     |     |     |     |     |     |

## Statistiques

### Meilleurs buteurs
| Rang | Joueur                  | Club                       | Buts |
| ---- | ----------------------- | -------------------------- | ---- |
| 1    | Dmitri Loskov           | Lokomotiv Moscou           | 15   |
| 2    | Dmitri Kiritchenko      | Rostselmach Rostov         | 14   |
| 3    | Egor Titov              | Spartak Moscou             | 13   |
| 4    | Predrag Ranđelović (en) | Anji Makhatchkala          | 12   |
| 4    | Rolan Goussev           | Dynamo Moscou              | 12   |
| 6    | Oleksandr Pryzetko (en) | Tchernomorets Novorossiisk | 11   |
| 6    | Aleksandr Chirko (en)   | Spartak Moscou             | 11   |

## Les 33 meilleurs joueurs de la saison
À l'issue de la saison, la fédération russe de football désigne les 33 meilleurs joueurs du championnat (ru).
Gardien
1. Rouslan Nigmatoulline (Lokomotiv Moscou)
2. Aleksandr Filimonov (Spartak Moscou)
3. Veniamin Mandrykin (Alania Vladikavkaz)

Arrière droit
1. Dmytro Parfenov (Spartak Moscou)
2. Jerry-Christian Tchuissé (en) (Tchernomorets Novorossiisk/Spartak Moscou)
3. Guennadi Nijegorodov (Lokomotiv Moscou)

Défenseur central droit
1. Igor Tchougaïnov (Lokomotiv Moscou)
2. Dmitri Ananko (Spartak Moscou)
3. Alekseï Katoulski (en) (Zénith Saint-Pétersbourg)

Défenseur central gauche
1. Iouri Drozdov (Lokomotiv Moscou)
2. Ievgueni Varlamov (CSKA Moscou)
3. Vitali Litvinov (en) (Torpedo Moscou)

Arrière gauche
1. Youri Kovtun (Spartak Moscou)
2. Aleksandr Totchiline (Dynamo Moscou)
3. Vadim Ievseïev (Lokomotiv Moscou)

Milieu droit
1. Rolan Goussev (Dynamo Moscou)
2. Vassili Baranov (Spartak Moscou)
3. Valeri Iesipov (Rotor Volgograd)

Milieu central
1. Viktor Boulatov (Spartak Moscou)
2. Elvir Rahimić (Anji Makhatchkala)
3. Maksym Kalynychenko (Spartak Moscou)

Milieu gauche
1. Narvik Sirkhayev (Anji Makhatchkala)
2. Maksim Romaschenko (Dynamo Moscou)
3. Artyom Bezrodny (Spartak Moscou)

Milieu offensif
1. Egor Titov (Spartak Moscou)
2. Dmitri Loskov (Lokomotiv Moscou)
3. Oleksandr Pryzetko (en) (Tchernomorets Novorossiisk)

Attaquant droit
1. Aleksandr Panov (Zénith Saint-Pétersbourg)
2. Maksim Bouznikine (Spartak Moscou/Saturn Ramenskoïe)
3. Predrag Ranđelović (en) (Anji Makhatchkala)

Attaquant gauche
1. Sergueï Semak (CSKA Moscou)
2. Luis Robson (Spartak Moscou)
3. Dmitri Kiritchenko (Rostselmach Rostov)

## Bilan de la saison
| Championnat de Russie de football 2000    |                            |
| Champion                                  | Spartak Moscou (8e titre)  |
| Coupes et trophées                        |                            |
| Vainqueur de la Coupe de Russie 2000-2001 | Lokomotiv Moscou           |
| Qualifications continentales              |                            |
| Ligue des champions 2001-2002             | Spartak Moscou             |
| Ligue des champions 2001-2002             | Lokomotiv Moscou           |
| Coupe UEFA 2001-2002                      | Anji Makhatchkala          |
| Coupe UEFA 2001-2002                      | Dynamo Moscou              |
| Coupe UEFA 2001-2002                      | Tchernomorets Novorossiisk |
| Coupe UEFA 2001-2002                      | Torpedo Moscou             |
| Coupe Intertoto 2001                      | Rostselmach Rostov         |
| Coupe Intertoto 2001                      | Zénith Saint-Pétersbourg   |
| Promotions et relégations                 |                            |
| Promus en première division               | Sokol Saratov              |
| Promus en première division               | Torpedo-ZIL Moscou         |
| Relégués en deuxième division             | Lokomotiv Nijni Novgorod   |
| Relégués en deuxième division             | Ouralan Elista             |